# Добротешти (Долж)
Добротешти (рум. Dobrotești) насеље је у Румунији у округу Долж у општини Добротешти. Oпштина се налази на надморској висини од 121 m.

## Становништво
Према подацима из 2002. године у насељу је живело 1382 становника, од којих су сви румунске националности.